# ادوارد ردلینسکی
ادوارد ردلینسکی (لهستانی: Edward Redliński؛ زادهٔ ۱ مهٔ ۱۹۴۰) روزنامه‌نگار، نویسنده، فیلم‌نامه‌نویس و نمایشنامه‌نویس اهل لهستان است.
از فیلم‌هایی که وی در آن‌ها نقش داشته‌است، می‌توان به کونوپیلکا اشاره نمود.
وی دانش‌آموختهٔ دانشگاه فناوری ورشو بود و برندهٔ جوایزی همچون کنشگر شایسته فرهنگ شد.